# Rożnowo Nowogardzkie (gmina)
Rożnowo Nowogardzkie (Rożnowo) – dawna gmina wiejska istniejąca w latach 1945–1954 w woj. szczecińskim (dzisiejsze woj. zachodniopomorskie). Siedzibą władz gminy było Rożnowo Nowogardzkie.
Gmina Rożnowo Nowogardzkie powstała w czerwcu 1945 na terenie tzw. Ziem Odzyskanych (tzw. III okręg administracyjny – Pomorze Zachodnie), jako jedna z 12 gmin zbiorowych, na które podzielono powiat nowogardzki. 28 czerwca 1946 gmina weszła w skład nowo utworzonego woj. szczecińskiego.
Według stanu z 1 lipca 1952 gmina składała się z 11 gromad: Budzieszowce, Darż, Dąbrowica, Dobrosławiec (do 1952 Dąbrosławiec), Jarosławki, Parlino, Przemocze, Radzanek, Rożnowo Nowogardzkie, Tarnowo i Warchlino. Gmina została zniesiona 29 września 1954 wraz z reformą wprowadzającą gromady w miejsce gmin. Jednostki nie przywrócono 1 stycznia 1973 wraz z kolejną reformą reaktywującą gminy, a jej dawny obszar wszedł głównie w skład nowej gminy Maszewo.
Zobacz też: gmina Różnowo, gmina Rożnów.